# Frank Buschner
Frank Buschner (* 1963 in Dresden) ist ein deutscher Kameramann. Er lebt seit 1969 in Berlin.
Nach seinen Ausbildungsjahren beim Deutschen Fernsehfunk in Berlin-Adlershof war er von 1985 bis 1998 als Kameraassistent und Schwenker tätig. In dieser Zeit war die Zusammenarbeit mit z. B. Heiner Carow und Michael Schlesinger, Jan Kalis und vor allem Viktor Ruzicka, seinem Mentor über viele Jahre, prägend für sein weiteres Schaffen.
Seit 1999 ist Buschner als freier Kameramann aktiv. Er arbeitete seitdem mit einigen bekannten Regisseuren zusammen, so beispielsweise mit Jürgen Brauer, Peter Vogel und Hans-Werner Honert.